# Vida por vida
Vida por vida é uma telenovela mexicana, produzida pela Televisa e exibida em 1960 pelo Telesistema Mexicano.

## Elenco
- Jacqueline Andere - Tula
- Celia Manzano
- Miguel Manzano - Antonio
- Armando Calvo - Dr. Valcourt
- Mónica Serna - Chachita
- Juan Felipe Preciado - Andrés
- Gina Romand